# 昂瓜斯
昂瓜斯（法語：Angoisse，法語發音：[ɑ̃ɡwas] ⓘ）是法国多尔多涅省的一个市镇，位于该省东北部，属于农特龙区。

## 地理
昂瓜斯（45°25'38"N, 1°8'14"E）面积23.13 平方千米，位于法国新阿基坦大区多爾多涅省，该省份为法国西南部内陆省份，是法國本土面积第三大的省，大致对应佩里戈尔地区，北起顺时针与夏朗德省、上维埃纳省、科雷兹省、洛特省、洛特-加龙省、吉倫特省和滨海夏朗德省接壤。
与昂瓜斯接壤的市镇（或旧市镇、城区）包括：萨尔朗德、拉努阿耶、派扎克、萨维尼亚克-莱德里耶。
昂瓜斯的时区为UTC+01:00、UTC+02:00（夏令时）。

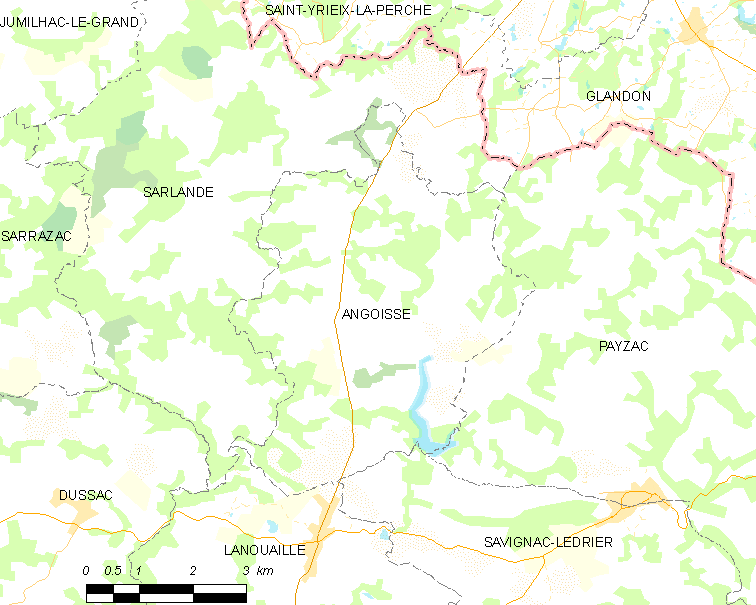
昂瓜斯的OSM定位图

## 行政
昂瓜斯的邮政编码为24270，INSEE市镇编码为24008。

## 政治
昂瓜斯所属的省级选区为伊勒-卢-欧韦泽尔县。

## 人口

1962-2008年间昂瓜斯人口变化图示

昂瓜斯于2022年1月1日时的人口数量为595人。